# Орієнтований граф

Орієнтований граф з трьома дугами і трьома вершинами.

Орієнтований граф (коротко орграф) — (мульти)граф, ребрам якого присвоєно напрямок. Орієнтовані ребра називаються також дугами, а в деяких джерелах (Оре) і просто ребрами.

## Основні поняття
Формально, орграф D = (V, E) є множина E впорядкованих пар вершин {\displaystyle v\in V}.
Дуга {u, v} інцидентна до вершин u і v. При цьому говорять, що u — початкова вершина дуги, а v — кінцева вершина.
Орграф, отриманий з простого графу орієнтацією ребер, називається орієнтованим. На відміну від останнього, у довільного простого орграфу дві вершини можуть з'єднуватися двома різноорієнтованими дугами.
Орієнтований повний граф називається турніром.

### Зв'язність
Маршрутом орграфу називають послідовність вершин і дуг, виду {\displaystyle v_{0}\{v_{0},v_{1}\}v_{1}\{v_{1},v_{2}\}v_{2}...v_{n}} (вершини можуть повторюватися). Довжина маршруту — кількість дуг у ньому.
Шлях — маршрут орграфу без повторюваних дуг, простий шлях — без повторюваних вершин. Якщо існує шлях з однієї вершини в іншу, то друга вершина досяжна з першої.
Контур — замкнений шлях.
Для напівмаршруту знімається обмеження на напрямок дуг, аналогічно визначаються напівшлях і напівконтур.
Орграф сильно зв'язний, або просто сильний, якщо всі його вершини взаємно досяжні;
Односторонньо зв'язний, або просто односторонній якщо для будь-яких двох вершин, принаймні одна досяжна з іншою;
Слабо зв'язний, або просто слабкий, якщо при ігноруванні напрямів дуг виходить зв'язний (мульти)граф;
Максимальний сильний підграф називається сильною компонентою; одностороння компонента і слабка компонента визначаються аналогічно .
Конденсацією орграфу D називають орграф D*, вершинами якого служать сильні компоненти D, а дуга в D* показує наявність хоча б однієї дуги між вершинами, що входять у відповідні компоненти.

### Додаткові визначення
Орієнтований ациклічний граф або «гамак» є безконтурним орграфом.
Орієнтований граф, що отриманий із заданого зміною напрямку ребер на протилежні, називається зворотним.

### Зображення і властивості всіх орграфів з трьома вузлами
Легенда: С — слабкий, ОС — односторонній, СС — сильний, Н — орієнтований граф, Г — гамак,  Т — турніром.
| 0 дуг          | 1 дуга | 2 дуги   | 3 дуги      | 4 дуги | 5 дуг | 6 дуг      |
| порожній, Н, Г | Н, Г   |          | ОС          | CC     | CC    | повний, CC |
|                |        | ОС, Н, Г | CC, Н, Т    | CC     |       |            |
|                |        | C, Н, Г  | ОС, Н, Г, Т | ОС     |       |            |
|                |        | C, Н, Г  | ОС          | ОС     |       |            |

## Застосування орграфів
Орграф широко застосовуються в програмуванні як спосіб опису систем зі складними зв'язками. Наприклад, одна з основних структур, що використовуються при розробці компіляторів і взагалі для подання комп'ютерних програм — граф потоків даних.

### Бінарні відношення

Орграф відношення подільності

Бінарне відношення над скінченним носієм може бути представлене у вигляді орграфу. Простим орграфом можна представити антирефлексивні відношення, в загальному випадку потрібен орграф з петлями. Якщо відношення симетричне, то його можна представити неорієнтованим графом, а якщо антисиметричне, то орієнтованим графом.